# Tetsuya Yamazaki
Tetsuya Yamazaki (japanisch 山崎 哲也 Yamazaki Tetsuya; * 25. Juli 1978 in der Präfektur Shizuoka) ist ein ehemaliger japanischer Fußballspieler.

## Karriere
Yamazaki erlernte das Fußballspielen in der Schulmannschaft der Shizuoka Gakuen High School. Seinen ersten Vertrag unterschrieb er 1997 bei den Montedio Yamagata. Der Verein spielte in der zweithöchsten Liga des Landes, der Japan Football League. 1999 wechselte er zum Ligakonkurrenten Ōita Trinita. 2002 wurde er mit dem Verein Meister der J2 League und stieg in die J1 League auf. Für den Verein absolvierte er 104 Spiele. 2005 wechselte er zum Ligakonkurrenten Cerezo Osaka. Am Ende der Saison 2006 stieg der Verein in die J2 League ab. Für den Verein absolvierte er 28 Erstligaspiele. 2008 kehrte er zu Ōita Trinita zurück. 2008 gewann er mit dem Verein den J.League Cup. Ende 2008 beendete er seine Karriere als Fußballspieler.

## Erfolge
Oita Trinita
- J.League Cup

Sieger: 2008